# Cahuallitermes
Cahuallitermes es un género de termitas  perteneciente a la familia Termitidae que tiene las siguientes especies:

## Especies
1. Cahuallitermes aduncus
2. Cahuallitermes intermedius